# Безак, Александр Павлович
Александр Павлович Бейзак (1801—1868, Санкт-Петербург) — генерал-адъютант, генерал от артиллерии, в 1860-65 гг. оренбургский генерал-губернатор, затем генерал-губернатор Юго-Западного края.

## Биография
Родился 24 апреля (6 мая) 1801 года. Его дед  Готлиб Христиан фон Безак (Христиан Христианович Безак; 1727—1800) в 1760 году поступил на российскую службу, став инспектором и профессором философских, политических и исторических наук в Сухопутном шляхетском корпусе. Отец — Павел Христианович Безак (1769—1831), правитель дел канцелярии генерал-прокурора, статский советник; мать — Сусанна Яковлевна, дочь скульптора Жана Доминика де Рашета.
Начал образование в пансионе для малолетних при московском университете, затем воспитывался в пансионе при Царскосельском лицее, который закончил в 1819 году с серебряною медалью.

### Военная служба
В 1819 году произведён в прапорщики и начал службу в 1-й гвардейской артиллерийской бригаде; участвовал в турецкой войне 1828 года. Находясь при осаде Варны в роте конгревовых ракет, а затем в отряде генерал-адъютанта Бистрома, он участвовал 16 сентября 1828 года в отбитии штурма на русские укрепления, а 18 числа того же месяца в сражении при Куртепе, действуя четырьмя орудиями легкой № 2 роты 11-й артиллерийской бригады.
Затем принимал участие в польской компании 1830—1831 годов. Находясь при штабе артиллерии действующей армии и, участвуя во всех боях, особенно отличился под Вавром, Гроховым, Остроленкой и при штурме варшавских укреплений и городского вала. За первые два боя произведен в полковники, за Остроленское сражение, во время которого Безак ввел первые орудия в город, облегчив войскам переход через мост, удостоен ордена Св. Владимира 3 степени, а за штурм Варшавы — арендой.
В 1832 году — начальник штаба артиллерии действующей армии. согласно его проектам, учрежден западный артиллерийский округ, устроены арсеналы в Варшаве, Новогеоргиевске, усовершенствована полевая артиллерия.
В 1837 году Безак сопровождал по России инспектора прусской артиллерии принца Августа. В 1841 году, во время болезни начальника штаба генерал-фельдцейхмейстера князя Долгорукова, временно исправлял его должность в чине генерал-майора, 5 декабря того же года награждён орденом Св. Георгия 4-й степени. В 1843 году был вызван в Берлин для нахождения в свите Его Величества.
В феврале 1846 года Паскевич командировал Безака в помощь генералу Панютину, которому предписывалось занять Краков, но вместе с тем вменено в обязанность не предпринимать ничего без согласия командируемого. Вследствие энергических распоряжений Безака, Краков 19 февраля был занят, а на другой день повстанцы, преследуемые князьями Бебутовым и Барятинским, сложили оружие у прусской границы. За эту компанию был зачислен в свиту Его Величества.
В октябре 1848 года в чине генерал-лейтенанта назначен на пост начальника штаба Его Высочества генерал-фельдцейхмейстера великого князя Михаила Павловича. В 1849 году, после смерти великого князя, в звании генерал-адъютанта был назначен начальником штаба инспектора всей артиллерии. К числу главных заслуг Безака на этих постах относятся: учреждение запасных батарей, артиллерийских депо, преобразование арсеналов, заводов, введение более однообразных патронов, облегченной 12-фунтовой пушки, улучшение выковки ствольного железа, изыскание удобнейших способов доставки серы и селитры, замена двухмесячного срока травяного довольствия лошадей одним месячным.
Под его руководством в 1853 году были изданы: руководство для артиллерийской службы, служившее много лет настольной книгой для артиллериста, и правила упражнений полевой артиллерии. Во время Крымской войны Безак управлял артиллерийским департаментом, требования исполнялись безостановочно. При его нахождении на этом посту: ручного оружия роздано до полутора миллиона, а число запряженных орудий дошло до 2400.
27 марта 1856 года был назначен командиром 3 армейского корпуса. В сентябре 1859 года был произведен в генералы от артиллерии.

### Оренбургский генерал-губернатор
В 1860 году Безак был назначен командиром отдельного Оренбургского корпуса и генерал-губернатором Оренбургского края (оренбургский и самарский генерал-губернатор), которым успешно управлял в течение 5 лет. На этой должности по инициативе Безака состоялось положение об устройстве степи оренбургского ведомства и Сыр-Дарьинской линии (1 декабря 1861 года), упразднение особого Башкирского войска, размежевание башкирских земель, успешное применение крестьянской реформы и поселение киргиз в районе новой линии Оренбургского казачьего войска; им же был возбужден вопрос и о разделении Оренбургской губернии на Уфимскую и Оренбургскую. Тогда же возникли Джулекское и Бишмазарское укрепления и ставки на Средней и Нижней Эмбе для султанов-правителей средней и западной части киргизской орды.
В сентябре 1861 года войсками, подчиненными Безаку, был взят Яны-Курган, а затем, под его главным руководством предпринята в 1863 году экспедиция против высылавшихся туркестанским беком (Мурзою Давлетом) кокандских отрядов, для нападения на киргиз и на бухарские караваны. Результатом этой экспедиции было взятие войсками в 1864 году Аулие-Ата, Азрета (Туркестана) и Чемкента. Вообще пятилетнее управление Безака оренбургским краем, как упомянуто в Высочайшем на его имя рескрипте 28 октября 1866 года (этот рескрипт сопровождался орденом Св. Андрея Первозванного) — «ознаменовано распространением в этом крае гражданственности, устройством местной администрации, водворением порядка в степи и подготовлением успеха принятых впоследствии мер к соединению степных линий оренбургского и сибирского ведомств».

### Киевский генерал-губернатор
В 1865 году назначен командующим войсками Киевского военного округа и генерал-губернатором Юго-Западного края (генерал-губернатором киевским, подольским и волынским), с оставлением членом Государственного совета (в этом звании он состоял с 1 января 1863 года). Тут на долю его выпала трудная задача переустройства обширного края. Закрыв по окончании большей части политических дел несколько военно-следственных и судных комиссий, Безак приступил к осуществлению в крае крестьянской реформы. Он увеличил число мировых посредников из благонадежных русских деятелей, вызвал опытных землемеров для отвода крестьянам наделов и принял самые энергичные меры к составлению выкупных актов и к применению закона о продаже польскими помещиками имений только лицам русского происхождения. Вследствие этих мер выкупная операция к 1870 году окончилась; у крестьян оказалось 4 миллиона десятин, а русское крупное землевладение увеличилось на 40 %. Объезжая ежегодно край, Безак обращал внимание на его экономические условия; не упустил он из вида и быт однодворцев, а для разрешения вопроса о чиншевиках предполагал переселить их в Крым на свободные казённые земли, к чему и приступил, но этого дела он не успел довести до конца.

При Безаке уничтожено во всех вверенных ему губерниях право так называемой пропинации, усилено свеклосахарное производство, открыто несколько кредитных учреждений, улучшены богадельни, тюрьмы, хлебные запасы, урегулирована отчетность в сборах, увеличен личный состав русских чиновников, дано им надлежащее обеспечение, и, наконец, город Киев обязан Безаку соединением железным путём с Москвою, Одессой и австрийской границею. Ввиду неблагонадежности польского духовенства, начальник края содействовал закрытию нескольких костелов и монастырей, равно упразднению в 1866 году Каменецкой епархии, взамен которой учреждена православная викарная кафедра в Каменце, с наименованием викария епископом Балтским. Озабочиваясь в то же время восстановлением ветхих и постройкой новых православных церквей, Безак испросил через Комитет министров последовавшее 15 февраля 1866 года высочайшее соизволение на ассигнование в его распоряжение ежегодной суммы из процентного сбора с помещичьих имений для пособия православному духовенству. Из этой суммы назначено жалованья: городским священникам по 400, а сельским — по 300 руб. в год. Народное образование в русском духе составляло тоже предмет не малых забот Безака. Учреждён надзор за преподаванием в католических семинариях предметов на русском языке, не исключая и Закона Божия, многие польские пансионы, оказавшиеся неблагонадежными в политическом отношении, закрыты. К числу принятых Безаком мер для доставления русскому языку господства в крае, относится, между прочим, и запрещение Бердичевского календаря, издававшегося на польском языке. Неустанная деятельность сломила здоровье Александра Павловича. В конце 1868 года он выехал по делам службы в Петербург, где и скончался. В. А. Муханов писал в дневнике:
Умер генерал-губернатор Безак. Им были недовольны в Киеве, и сюда присылались во множестве жалобы на его управление. Этими жалобами завалены Министерство внутренних дел и Третье Отделение. В то самое время, когда надо было смещать его, Господь Бог прибрал его. Назначают ему преемника, это будет князь Дондуков-Корсаков, молодой, способный энергичный, может быть, несколько прыткий.
 Похоронен Александр Павлович Безак в Киево-Печерской лавре, которой много помогал во время своего губернаторства. Над его могилой построена часовня, позже там похоронили его жену. Могила Безаков сохранилась.

## Семья
Жена (с апреля 1835) — Любовь Ивановна Стороженко (1811—1874), в других источниках её фамилия Миркалова-Бобровская. Свадьба была в Варшаве, посаженным отцом у невесты был граф И. Ф. Паскевич-Эриванский, посаженной матерью у жениха — графиня Е. А. Паскевич. После свадьбы жила с мужем в Малороссии. Любовь Ивановна была деятельной благотворительницей, в Оренбурге она основала Общество вспомоществования бедным, в 1865—1868 года состояла почетной попечительницей «Школы Л. И. Безак» Киевского общество для помощи бедным. За свою деятельность и за заслуги мужа в 1868 году была пожалована в кавалерственные дамы ордена Святой Екатерины. Похоронена в Киево-Печерской лавре. Дети:
- Николай (1836—1897), генерал-лейтенант, главноуправляющий почт и телеграфов.
- Надежда (1839—1864), замужем за М. Н. Галкиным-Враским.
- Елизавета (1840—1902), замужем за князем Н. Н. Трубецким.
- София (1844—1911), замужем за полтавским губернским предводителем дворянства П. А. Устимовичем.

## Признание
- Заслуги А. П. Безака были отмечены орденами Св. Георгия 4 степени, Св. Владимира 2 и 3 степеней, Белого Орла, Св. Александра Невского, Св. Андрея Первозванного и табакеркой с портретом императора.
- Имя Безака до революции носила Безаковская улица в Киеве (в советское время — улица Коминтерна, с 2008 года улица Симона Петлюры).